# Década de 400 a.C.
- Inicia-se a navegação entre as ilhas do Pacífico.